# Godło Meksyku

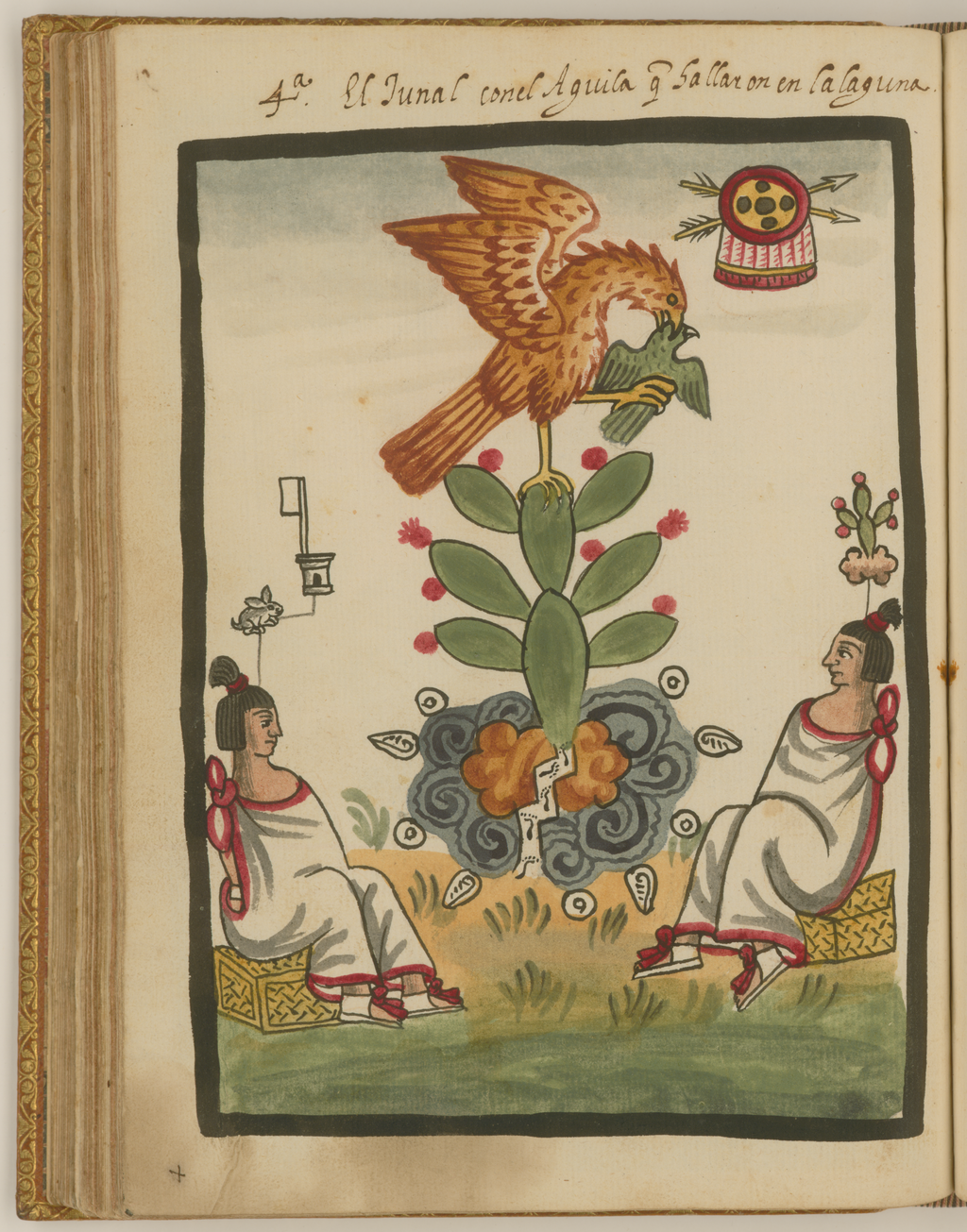
Ilustracja z Kodeksu Ramireza

Godło Meksyku – godło Meksyku przyjęte 16 września 1968 roku. 

## Opis
Na godle Meksyku umieszczono wizerunek orła, siedzącego na opuncji i pożerającego węża. Prawdopodobnie jest to grzechotnik zielony (Crotalus viridis). Był on otaczany kultem. Obraz ten nawiązanie do legendy Azteków. Według niej zobaczyli oni orła trzymającego grzechotnika w szponach i w tym miejscu postanowili założyć stolicę.Ten znak znajduje się także w centralnej części flagi państwa.

## Historia
Obecny wariant flagi o proporcjach 4:7 został przyjęty 16 września 1968 roku. Pierwsza wersja flagi została ustanowiona dnia 2 listopada 1821 przez władcę Meksyku Augustyna I. W późniejszym okresie jej forma pozostawała ta sama, zmieniały się natomiast szczegóły godła (np. w okresach cesarstwa orzeł miał koronę, a w okresach republikańskich pozostawał bez niej). W latach 1821–1968 trójkolorowa flaga bez godła wykorzystywana była jako bandera handlowa, została jednak wycofana z powodu możliwości pomylenia jej z flagą Włoch.

Prawdopodobny symbol Imperium Azteków, ok. 1325–1521
Herb Hernána Cortésa
Nowa Hiszpania 1528–1530
1530–1556
1556–1821
Matka Boża z Guadalupe wykorzystana jako symbol powstania w 1810
Herb Cesarstwa Meksyku 1821–1823
Godło Republiki z lat 1823–1864 i 1867–1893 (istniał w wielu wariantach)
Republika Rio Grande 1840
Republika Jukatanu 1841-1848
II Cesarstwo Meksyku 1864–1867
Meksykańskie Stany Zjednoczone 1893–1916
1916–1934
1934–1968